# Ficus pseudomangifera
Ficus pseudomangifera là một loài thực vật có hoa trong họ Moraceae. Loài này được Hutch. mô tả khoa học đầu tiên năm 1915.